# Діонисій Ларднер
Діони́сій Ла́рднер (англ. Dionysius Lardner; 3 квітня 1793 року, Дублін, Ірландське королівство — 9 квітня 1859 року, Неаполь, Королівство обох Сицилій) — ірландський фізик, математик, популяризатор науки. Член Королівського товариства Единбурга (з 1826) і Лондонського королівського товариства (з 1828).

## Життєпис
Діонисій Ларднер народився в Дубліні 3 квітня 1793 в сім'ї адвоката Вільяма Ларднера. Батько Діонисія припускав, що син продовжить його кар'єру.
1812 року Діонісій Ларднер вступив до дублінського Триніті-коледжу, 1817 року отримав ступінь бакалавра, а 1819 року — магістра.
19 грудня 1815 року одружився з Сесілією Флойд, проте з 1820 року вони припинили спілкування і 1835 року розлучилися. Під час розлуки з дружиною Діонисій почав стосунки з Анною-Марією Дарл Бусико, на той час дружиною дублінського виноторговця, що, здогадно, народила від нього сина, Діона Бусико, майбутнього актора і драматурга (якому Ларднер надавав фінансову підтримку до 1840 року). Того таки часу в Дубліні він почав читати лекції, а також посилати статті до Ірландської академії.

## Вибрані публікації англійською мовою
- Популярні лекції на тему парового двигуна (англ. Popular Lectures on the Steam Engine [Архівовано 30 грудня 2021 у Wayback Machine.] ; 1828 спільно з Джеймсом Ренуїк);
- Механіка (англ. Mechanics [Архівовано 30 грудня 2021 у Wayback Machine.] ; 1830 спільно з Генрі Кейтером);
- Західний світ: том перший, Сполучені штати (англ. The Western World Vol. 1 [Архівовано 30 грудня 2021 у Wayback Machine.] United States; 1830);
- Польща (англ. Poland [Архівовано 30 грудня 2021 у Wayback Machine.] ; 1831);
- Трактат про алгебраїчної геометрії (англ. Treatise on Algebraic Geometry [Архівовано 31 грудня 2021 у Wayback Machine.] ; 1831);
- Трактат про механіку: том перший (англ. A Treatise on Mechanics Vol. 1 [Архівовано 30 грудня 2021 у Wayback Machine.] 1831, спільно з Генрі Кейтером);
- Трактат по гідростатики та пневматики (англ. Treatise on Hydrostatics and Pneumatics [Архівовано 30 грудня 2021 у Wayback Machine.] ; 1832, спільно з Бенджаміном Франкліном Джосліна);
- Історія Швейцарії (англ. History of Switzerland [Архівовано 31 грудня 2021 у Wayback Machine.] ; 1832, спільно з Джеральдом Фітцжеральдом);
- Лекції на тему парового двигуна (англ. Lectures on the Steam-engine [Архівовано 30 грудня 2021 у Wayback Machine.] ; 1832);
- Історичний погляд на розвиток фізико-математичних наук (англ. An Historical View of the Progress of the [Архівовано 30 грудня 2021 у Wayback Machine.] Physical and Mathematical Sciences ; 1834 спільно з Байденом Пауеллом);
- Паровий Двигун, просто пояснений і проілюстрований (англ. The Steam Engine Familiarly Explained and Illustrated [Архівовано 31 грудня 2021 у Wayback Machine.] ; тисяча вісімсот тридцять шість; спільно з Джеймсом Ренуїк);
- Курси лекцій, що їх подає Діонисій Ларднер (англ. Courses of Lectures: Delivered by Dionysius Lardner [Архівовано 30 грудня 2021 у Wayback Machine.] ; 1842);
- Ларднерівські нариси з універсальної історії (англ. Lardner's Outlines of Universal History [Архівовано 31 грудня 2021 у Wayback Machine.] ; 1843);
- Дослідження причин вибуху локомотивного двигуна «Річмонд» (англ. Investigation of the Causes of the Explosion of [Архівовано 30 грудня 2021 у Wayback Machine.] the Locomotive Engine, «Richmond» [Архівовано 30 грудня 2021 у Wayback Machine.] ; 1844);
- Популярні лекції з астрономії (англ. Popular Lectures on Astronomy [Архівовано 31 грудня 2021 у Wayback Machine.] ; 1845 спільно з Франсуа Араго);
- Енциклопедія чистої математики (англ. Encyclopaedia of Pure Mathematics [Архівовано 31 грудня 2021 у Wayback Machine.] ; +1847, спільно з Пітером Барлоу і Джорджем Пікок);
- Перші шість книг Елементів Евкліда (англ. The First Six Books of the Elements of [Архівовано 30 грудня 2021 у Wayback Machine.] Euclid ; 1848);
- Популярні лекції на тему науки і мистецтва: том перший (англ. Popular Lectures on Science and Art Vol. 1 [Архівовано 30 грудня 2021 у Wayback Machine.] ; 1849);
- Залізнична економіка (англ. Railway Economy [Архівовано 30 грудня 2021 у Wayback Machine.] ; 1850);
- Рукописи на тему природної філософії та астрономії (англ. Hand-books of Natural Philosophy and Astronomy [Архівовано 30 грудня 2021 у Wayback Machine.] ; 1854);
- Роз'яснення звичайних речей (англ. Common Things Explained [Архівовано 30 грудня 2021 у Wayback Machine.] ; 1855);
- Пар і його застосування (англ. Steam and Its Uses [Архівовано 30 грудня 2021 у Wayback Machine.] ; 1856);
- Початковий трактат про паровий двигун (англ. A Rudimentary Treatise on the Steam Engine [Архівовано 30 грудня 2021 у Wayback Machine.] ; 1857);
- Природна філософія для шкіл (англ. Natural Philosophy for Schools [Архівовано 30 грудня 2021 у Wayback Machine.] ; 1857);
- Рукописи на тему оптики (англ. A Hand-book of Optics [Архівовано 31 грудня 2021 у Wayback Machine.]; 1858);
- Рукописи на тему природної філософії та астрономії: том перший (англ. Hand-books of Natural Philosophy and Astronomy Vol. 1 [Архівовано 30 грудня 2021 у Wayback Machine.] ; 1858).

## Додаткова література
- Mark Blaug. William Whewell (1794-1866), Dionysius Lardner (1793-1859), Charles Babbage (1792-1871). — Aldershot : Edward Elgar, 1991. — 269 p. — ("Pioneers in economics" series) — ISBN 9781852784812.
- R. C. Mollan. It's part of what we are: some Irish contributors to the development of the chemical and physical sciences. — Dublin, Ireland : Royal Dublin Society, 2007. — Т. I. — ("Science and Irish culture" series) — ISBN 9780860270553.
- A. L. Martin. Villain of steam: a life of Dionysius Lardner (1793-1859) / Ed. by Annraoi De Paor. — Carlow, Ireland : Tyndall Scientific, 2015. — ISBN 9780993242007.